# Šmarje, Ajdovščina
Šmarje este o localitate din comuna Ajdovščina, Slovenia, cu o populație de 175 de locuitori.